# Piper rhododendrifolium
Piper rhododendrifolium är en pepparväxtart som beskrevs av Carl Sigismund Kunth. Piper rhododendrifolium ingår i släktet Piper och familjen pepparväxter. Inga underarter finns listade i Catalogue of Life.